# Ułazów
Ułazów est une localité polonaise de la gmina de Stary Dzików, située dans le powiat de Lubaczów en voïvodie des Basses-Carpates.